# Eneida de Moraes
Eneida de Villas Boas Costa de Moraes (Belém, Pará, 23 de outubro de 1904 — Rio de Janeiro, 27 de abril de 1971), ou simplesmente Eneida, como ela preferia ser chamada, foi uma jornalista, escritora, militante política e pesquisadora brasileira.

## Biografia
Filha de um comandante de navios, desde pequena nutriu grande afeição pelos rios e pela Amazônia. Ainda criança, participou de um concurso de Jovens Escritores, obtendo o primeiro lugar, com um texto que falava do imaginário de um caboclo amazônida.
Embora torcedora do Clube do Remo, veio a casar-se com Geraldo Bayma de Moraes, precisamente um dos fundadores do rival Paysandu Sport Club. Com ele, teve de filhos Léa e Octávio Moraes, destacado atacante do Botafogo na década de 1940, quando Octávio também defendeu a Seleção Brasileira.
Durante os anos 20 e 30, Eneida colaborou em jornais como o Estado do Pará, Para Todos (RJ), e nas revistas Guajarina, A Semana e Belém Nova. Na década de 1930, pelo trabalho bancário de Genaro, que possuía cargo de chefia no Banco Nacional Ultramarino, a família fixa residência no Rio de Janeiro. Na então capital federal, ela irá filiar-se ao Partido Comunista Brasileiro.
Declaradamente marxista, Eneida liderou greves e manifestações contra o sistema capitalista e as opressões do governo brasileiro. Envolveu-se diretamente nas revoluções de 1932 e 1935, o que resultou em 11 prisões durante o Estado Novo, além de torturas, clandestinidade e exílio. Na prisão, conhece Olga Benário e Graciliano Ramos, que a imortalizou em Memórias do Cárcere. Atuou como jornalista profissional em periódicos partidários e da grande imprensa, nas funções de repórter e de cronista, entremeando essas atividades com a publicação de 11 livros e várias traduções.
Escreveu História do carnaval carioca (1958), a primeira grande obra sobre este assunto, que estabeleceria as principais categorias do carnaval brasileiro ao definir o conceito de cordões, corso, ranchos, sociedades e entrudo, entre tantos outros. Foi criadora do "baile do Pierrot" no Rio de Janeiro e em Belém, onde a celebração ocorria no seu Clube do Remo.
As escolas de samba Salgueiro em 1973, com o tema Eneida, amor e fantasia, Império de Samba Quem São Eles de Belém Pa em 1973 com o tema Eneida sempre amor e Paraíso do Tuiuti em duas ocasiões: uma em 1990 e outra em 2010, com o título "Eneida, o pierrot está de volta", mas, em ambas as ocasiões, com sambas distintos, numa homenagem à jornalista no carnaval.

## Obras
- História do carnaval carioca (1958);
- Promessa em azul e branco (1957);
- Terra verde, poesia;
- O quarteirão, crônicas;
- Paris e outros sonhos, crônicas;
- Sujinho da terra, crônicas;
- Cão da madrugada, crônicas;
- Aruanda, crônicas;
- Banho de Cheiro, autobiografia.